# Közönséges vízilófark
A közönséges vízilófark (Hippuris vulgaris) az útifűfélék családjába tartozó, Eurázsiában, Észak-és Dél-Amerikában, valamint Ausztráliában honos, vízi növényfaj.

## Megjelenése
A közönséges vízilófark lágyszárú, évelő növény. Szárának hossza 10-től 150 cm-ig is terjedhet, a vízből általában 20-50 cm-nyi áll ki. Az iszapban kúszó rizómájának vastagsága 3-5 mm, belőle nőnek ki az üreges, nem elágazó szárak. Levelei a vízből kiálló szárvégeken nőnek, örvösen, általában 6-12-esével. Alakjuk szálas vagy megnyúlt lándzsás, végük nem túl hegyes, élük ép vagy alig fogazott, hosszuk 1,5-6 cm, szélességük 0,1-0,2 cm; a szár közepén a leghosszabbak. Középere nem feltűnő, láthatóak az oldalerek is. A víz alatti levelek hosszabbak és vékonyabbak.    
Apró, lilás, hímnős virágai a levélhónaljakban fejlődnek, sziromtalanok, nem feltűnők. A porzó kb 1,5 mm, a bibe 1 mm hosszú.
Termése 1,5-2,5 mm-es tojásdad, sima kaszat. 
Kromoszómaszáma 2n = 32.

## Elterjedése, életmódja
Eurázsiában (Izlandtól Kamcsatkáig), Észak-Amerikában, Dél-Amerika mérsékelt övi részén és Ausztráliában honos.  
Sekély álló- vagy lassan folyó vizekben, ritkán iszapon él. 
Áprilistól szeptemberig virágzik, májustól októberig érlel termést. 
Magyarországon védett, természetvédelmi értéke 10 000 Ft. Dísznövényként hasznosítják, parkok, kertek tavacskáiba telepítik.

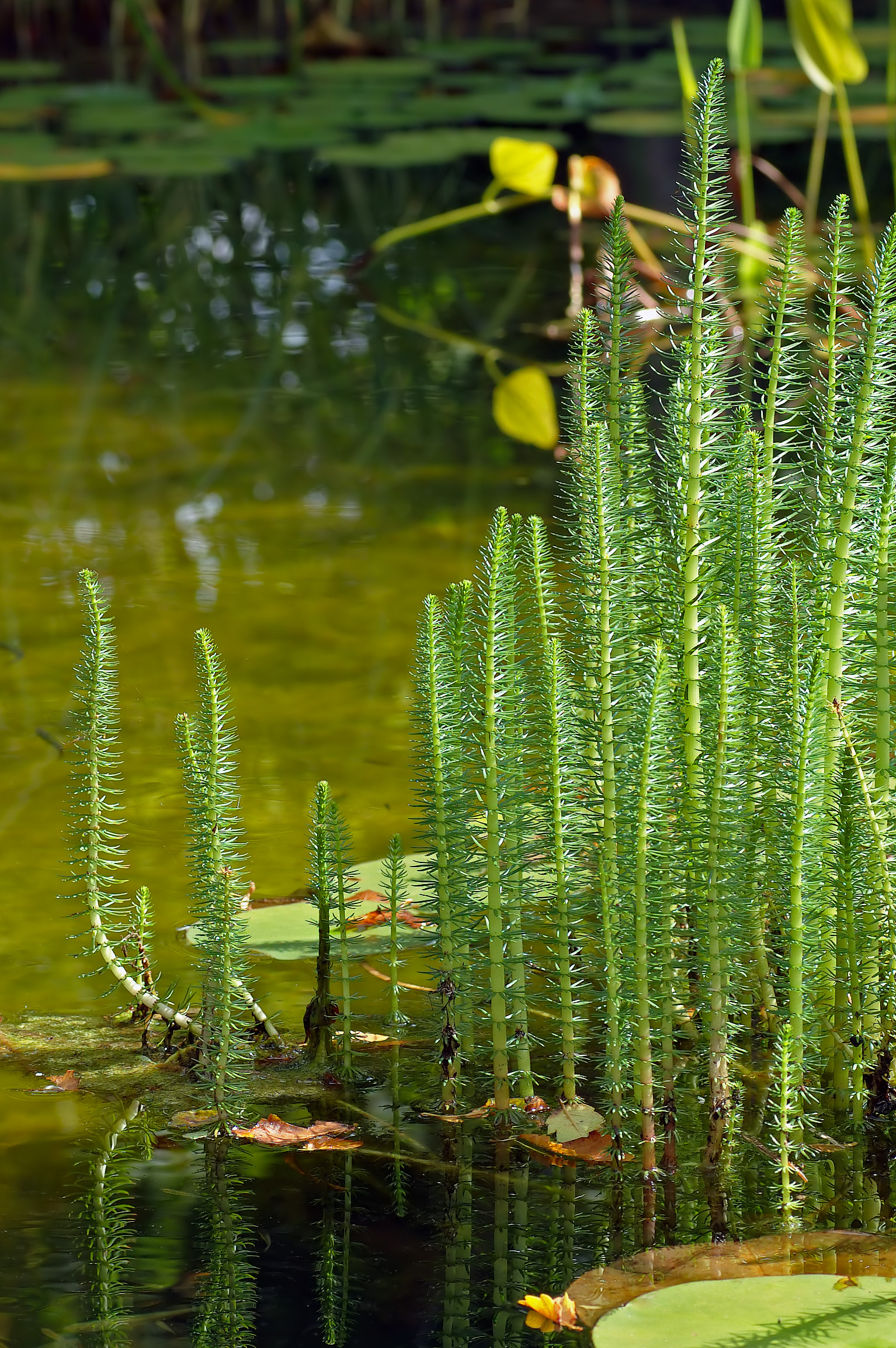
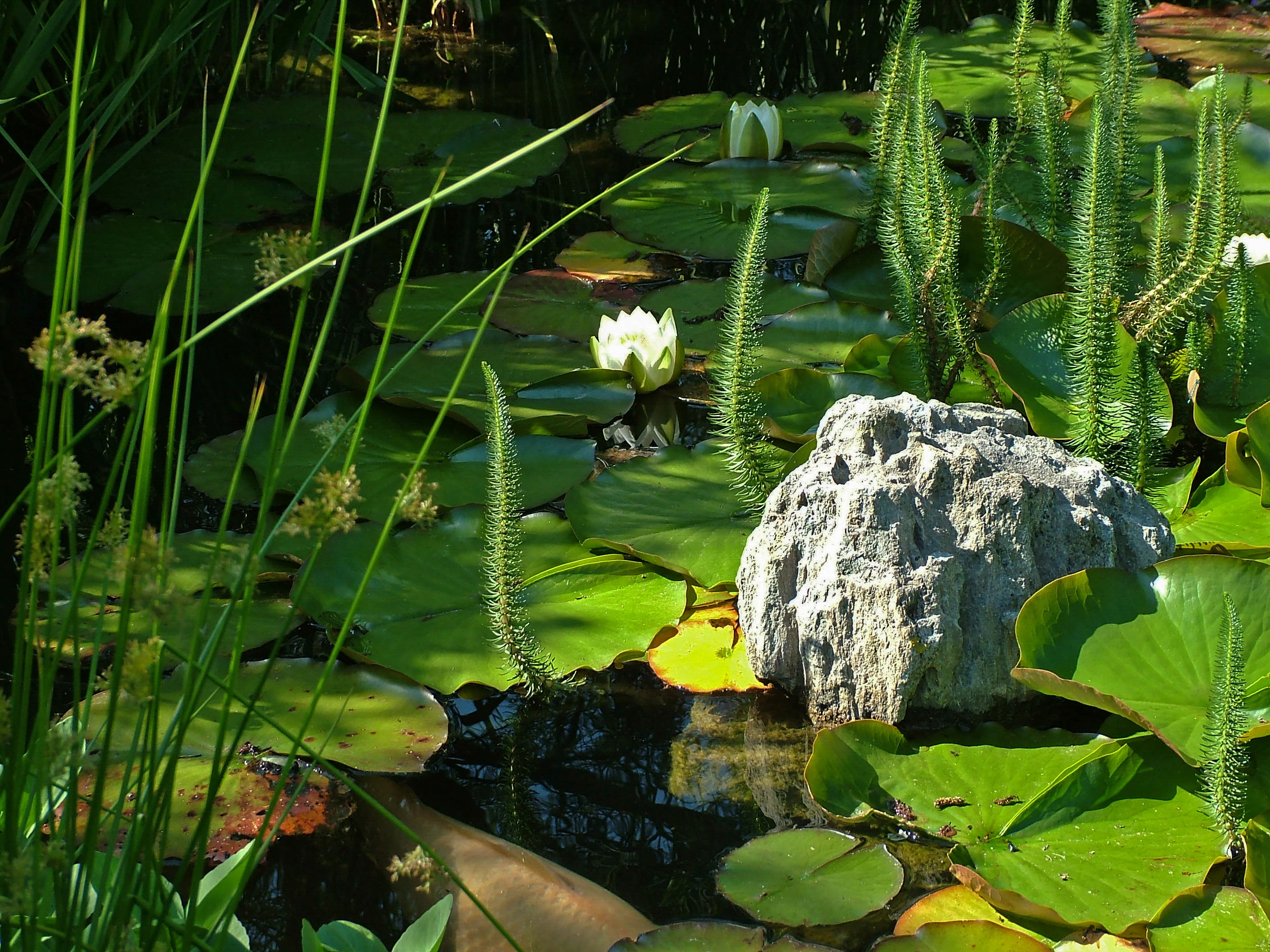
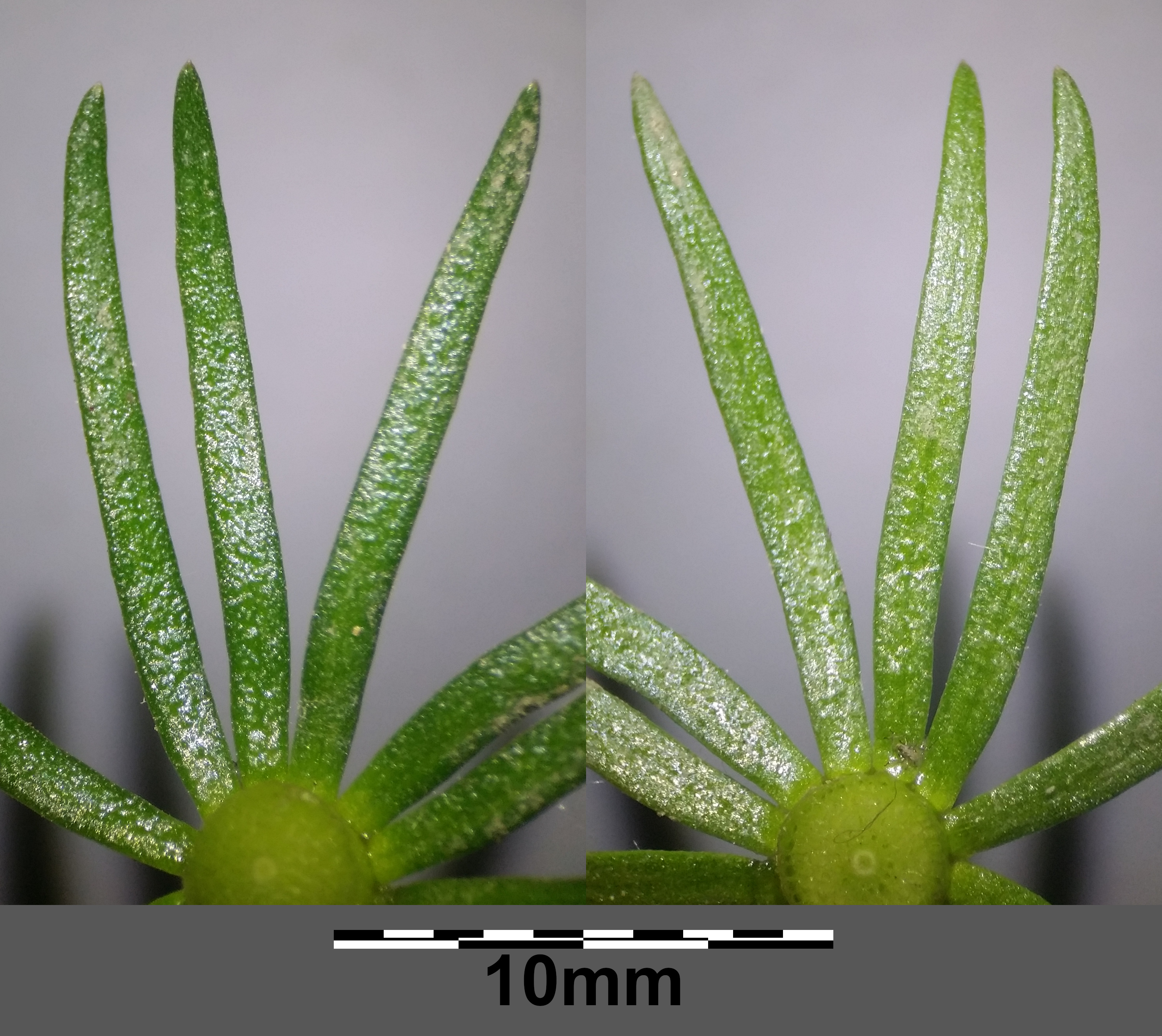
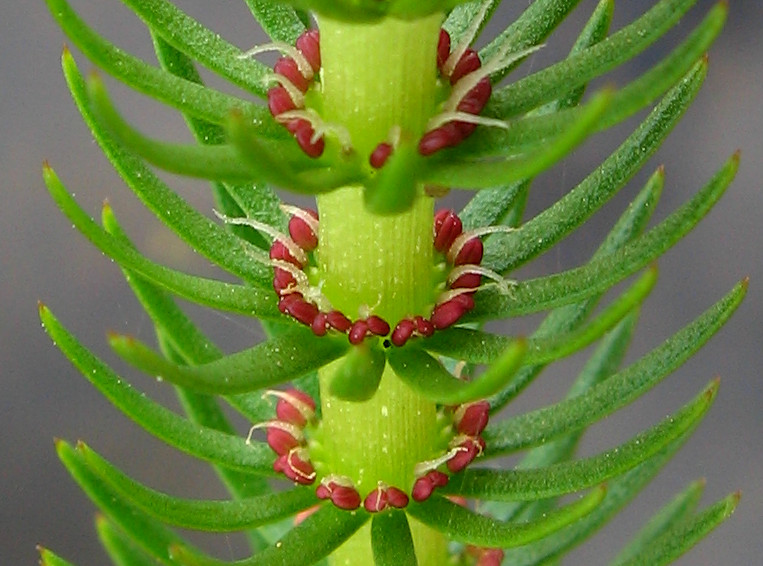
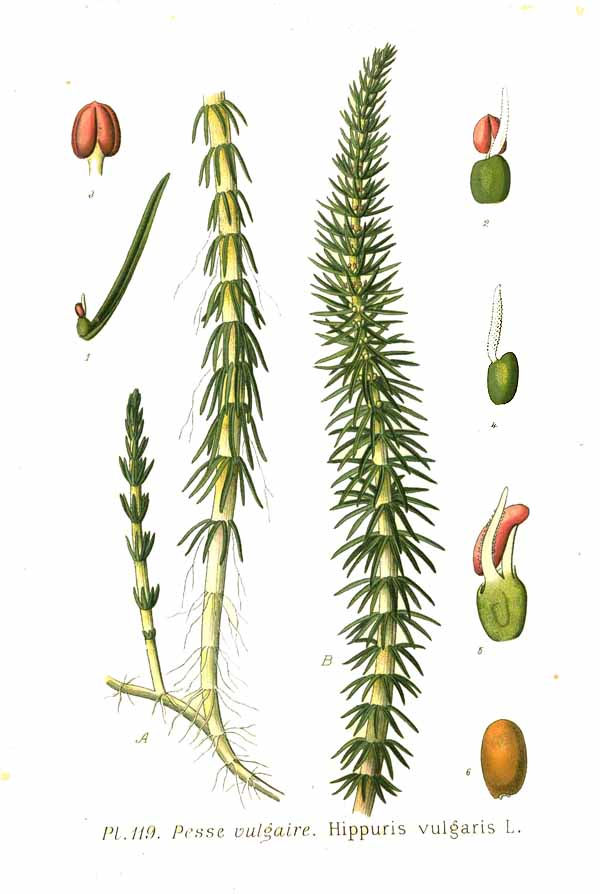